# Charnwood (borough)
Charnwood – dystrykt w hrabstwie Leicestershire w Anglii.

## Miasta
- Loughborough
- Shepshed
- Syston

## Inne miejscowości
Anstey, Barkby, Barkby Thorpe, Barrow upon Soar, Beeby, Birstall, Burton on the Wolds, Cropston, East Goscote, Hathern, Hoton, Mountsorrel, Nanpantan, Newtown Linford, Quorn, Ratcliffe on the Wreake, Rearsby, Rothley, Seagrave, Sileby, South Croxton, Swithland, Thrussington, Thurcaston, Thurmaston, Ulverscroft, Walton on the Wolds, Wanlip, Woodhouse Eaves, Woodhouse, Wymeswold.